# Dom Minasi
Dom Minasi (* 6. März 1943 in New York City; † 1. August 2023) war ein US-amerikanischer Jazz-Gitarrist, Komponist, Bandleader und Musikproduzent im Bereich des Modern Creative und der improvisierten Musik.

## Leben und Wirken
Dom Minasi, der in einer nicht musikalischen Familie aufwuchs, erhielt auf eigenen Wunsch mit sieben Jahren seine erste Gitarre. Er erhielt Unterricht bei Gitarristen wie Joe Genelli, Sal Salvador, Dan Duffy oder Jim Hall, die ihn aber nicht in den Jazz einführten, und begann seine Karriere als Begleitmusiker von Vokalgruppen bei Rock-and-Roll-Shows; daneben gründete er bereits mit fünfzehn ein erstes Jazztrio und arbeitete zunächst ab 1964 als Musikpädagoge, nachdem er Musik am Lehman College in der Bronx studiert hatte. 1973 sollte er die Gelegenheit erhalten, für Blue Note Records aufzunehmen. Doch das Geschäftliche war, anders als die Musik, nicht sein Ding; daher verließ er nach zwei opulent produzierten Alben das Label. Erst 1999 veröffentlichte er sein nächstes Album.
Von 1976 bis 1993 war Minasi vorwiegend als freischaffender Musiker tätig, spielte u. a. mit dem Pianisten Dennis Moorman und dessen Orgel-Quartett mit Dr. Lonnie Smith. Daneben arbeitete er für eine Reihe von Off-Broadway-Shows, schrieb zwei Bücher über Jazztheorie und eines über Improvisation. In dieser Zeit setzte er seine Studien am Lehman College fort. 1990 erwarb er den Abschluss in Kompositionslehre. Seitdem schrieb er über 300 Vokal- und Instrumental-Kompositionen und hielt Workshops über kreatives Schreiben und Songwriting.
1993 begann er vermehrt, als Musiker aufzutreten, arbeitete mit dem Manhattan Improvisational Chamber Ensemble (MICE) und in eigenen Projekten. Seitdem spielte er in verschiedenen Projekten mit seiner Frau, der Sängerin Carol Mennie, Michael Jefry Stevens, Nobu Stowe, Blaise Siwula, Michael Bisio, im Trio mit Ken Filiano und Jackson Krall, dem Ensemble DDT + 2 mit Tomas Ulrich, Ken Filiano, Jay Rosen und Carol Mennie, seinem Orgelquartett mit Mark Whitecage, Kyle Koehler (Orgel) und John Bollinger, dem Jon Hemmersam/Dom Minasi Quartet mit Ken Filiano und Kresten Osgood und dem Dom Minasi String Quartet Jason Kao Hwang, Tomas Ulrich und Ken Filiano.
Zur Realisierung seiner verschiedenen Projekte gründete er mit seiner Frau das Label CDM Records und die Non-Profit-Organisation CDM, Inc. (Can Do More, Inc.). Erste Veröffentlichung des Labels war ein Livealbum mit Ellington-Bearbeitungen (Takin' The Duke Out); 2003 folgte Time Will Tell von der Formation DDT + 2. Inspiriert vom Romanzyklus Chronik der Vampire von Anne Rice schrieb er 2006 das Werk The Vampire’s Revenge, das er mit seinem Trio und Gastmusikern wie Joe McPhee, Matthew Shipp, Steve Swell, Borah Bergman und Perry Robinson einspielte.
Minasi ist im Alter von 80 Jahren nach langer Krankheit verstorben.

## Schriften
- The Singer’s Guide to Reading Rhythms
- A Guitarist Ultimate Guide to Chord Construction and Substitution

## Diskographische Hinweise
- When Joanna Loved Me (Blue Note, 1974)[3]
- I Have the Feeling I’ve Been Here Before (Blue Note, 1975) mit Jack Nimitz, Roger Kellaway, Chuck Domanico, Victor Feldman
- Finishing Touches (CIMP, 1999) mit Jay Rosen
- Takin’ the Duke Out (CDM, 2002) mit Ken Filiano und Jackson Krall
- Goin’ Out Again (CDM, 2002) dto
- Quick Response (CDM, 2004)
- The Vampire’s Revenge (CDM, 2006)
- The Jon Hemmersam/Dom Minasi Quartet (CDM, 2007)
- Dissonance Makes the Heart Grow Fonder (re:konstruKt, 2009)
- Blaiae Siwula / Dom Minasi: Live at the Matt Bevel Institute (2010)
- The Bird, the Girl and the Donkey (2010)
- Looking Out Looking In (2011)
- The Bird, the Girl and the Donkey II (2012)
- Karl Berger – Dom Minasi: Synchronicity (2012)
- Blaise Siwula / Dom Minasi: The Sunshine Don’t Mind My Singing (2014)
- Dom Minasi & Hans Tammen: Alluvium (2014)
- Chris Kelsey & Dom Minasi: Duets: NYC/Woodstock (2014)
- Remembering Cecil (2019)
- Eight Hands One Mind (2021), mit Hans Tammen, Harvey Valdes, Briggan Krauss
- Me Myself and I (2023) solo

## Lexigraphischer Eintrag
- Richard Cook, Brian Morton: The Penguin Guide to Jazz on CD. 6. Auflage. Penguin, London 2002, ISBN 0-14-051521-6.